# Tami Oldham Ashcraft
Tami Lee Oldham Ashcraft (San Francisco, California; 20 de febrero de 1960) es una marinera y autora estadounidense que, en 1983, sobrevivió 41 días a la deriva en el Océano Pacífico. Su historia inspiró la película Adrift de 2018.

## El naufragio
En 1983, el prometido de Ashcraft, el marinero británico de 34 años Richard Sharp, fue contratado para entregar el yate Hazaña de 43 pies (13 metros) de Tahití a San Diego. Ashcraft, que entonces tenía 23 años, lo acompañó en la travesía. La pareja zarpó del puerto de Papeete el 22 de septiembre de 1983.
El 12 de octubre, la embarcación quedó atrapada en la trayectoria del huracán Raymond. Cuando el barco fue golpeado por olas de 40 pies (12 metros) y vientos de 140 nudos (72 m/s), Sharp envió a Ashcraft debajo de la cubierta. Momentos después, lo escuchó gritar "¡Oh, Dios mío!". El yate volcó y Ashcraft fue arrojada contra la pared de la cabina y quedó inconsciente. Cuando recuperó el conocimiento unas 27 horas después, Sharp había desaparecido y el Hazaña quedó severamente dañado: la cabina estaba medio inundada, los mástiles se habían roto y la radio y el sistema de navegación no funcionaban.
Ashcraft armó una vela improvisada con un tangón roto y un foque de tormenta (una vela triangular) y fabricó una bomba para drenar la cabina. Debido al daño del barco y las condiciones locales del viento, determinó que su ruta original a San Diego ya no era viable y decidió en su lugar hacer el viaje de 1500 millas (2400 km) a Hawái.
Sin un sistema de navegación por radio, Ashcraft se vio obligada a navegar el yate manualmente con la ayuda de un sextante y un reloj. Sobrevivió principalmente con comida enlatada durante este tiempo. El 2 de noviembre de 1983, 41 días después del naufragio, Ashcraft llegó a Hilo, Hawái.